# Tuvattentjärnen (Laxsjö socken, Jämtland, 708479-144833)
Tuvattentjärnen är en sjö i Krokoms kommun i Jämtland och ingår i Indalsälvens huvudavrinningsområde.